# A.C.A.B.

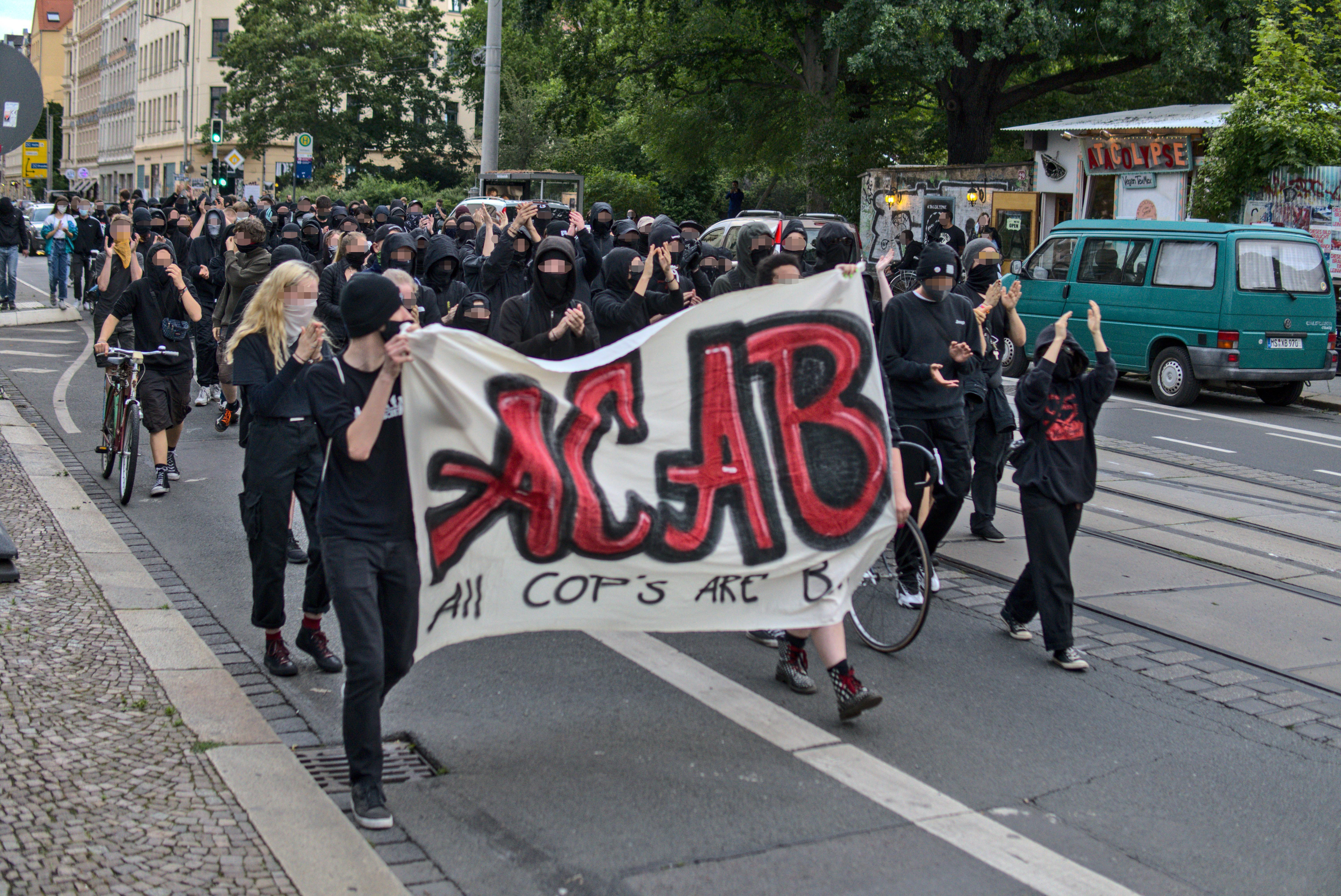
Anarquistas protestan con una pancarta que dice: "Todos los Policías son bastardos"

ACAB es el acrónimo de la frase inglesa All cops are bastards (en español: ‘Todos los policías son bastardos’). En la actualidad es usado en manifestaciones de ciertos lugares del mundo para expresar rechazo y hacer referencia a hechos de brutalidad policial.

## Historia
El diccionario de frases típicas (Dictionary of Catchphrases) atestigua el acrónimo en pintadas ya desde 1977 en un artículo de un periodista de Newcastle que pasó una noche en la cárcel y documentó el término escrito en las paredes; el libro reconoce la propia sigla a ser más antigua que la década de 1970, la frase completa se remontan hasta la década de 1920. Fue usado por los hooligans y skinheads ingleses, y su uso se popularizó desde la década de 1980. Las bandas punk británicas Oi!, The 4 Skins, popularizaron el acrónimo ACAB en 1980 con su canción del mismo nombre.
El número 1312 se utiliza como sinónimo de ACAB el cual resulta de la sustitución de las letras por el número que ocupan en el abecedario.

## Apología

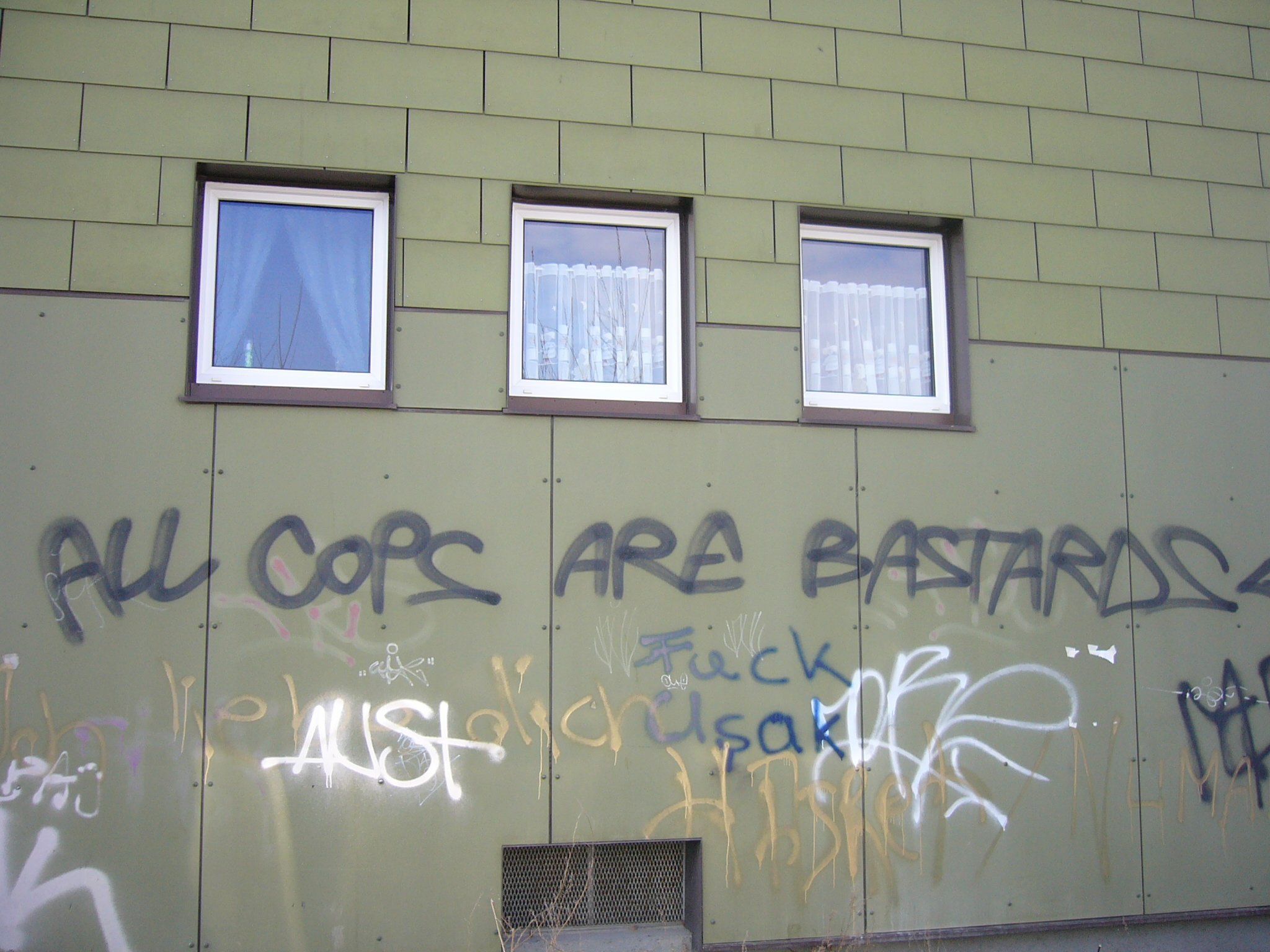
Pintada con la inscripción completa en un muro en Múnich, Alemania.

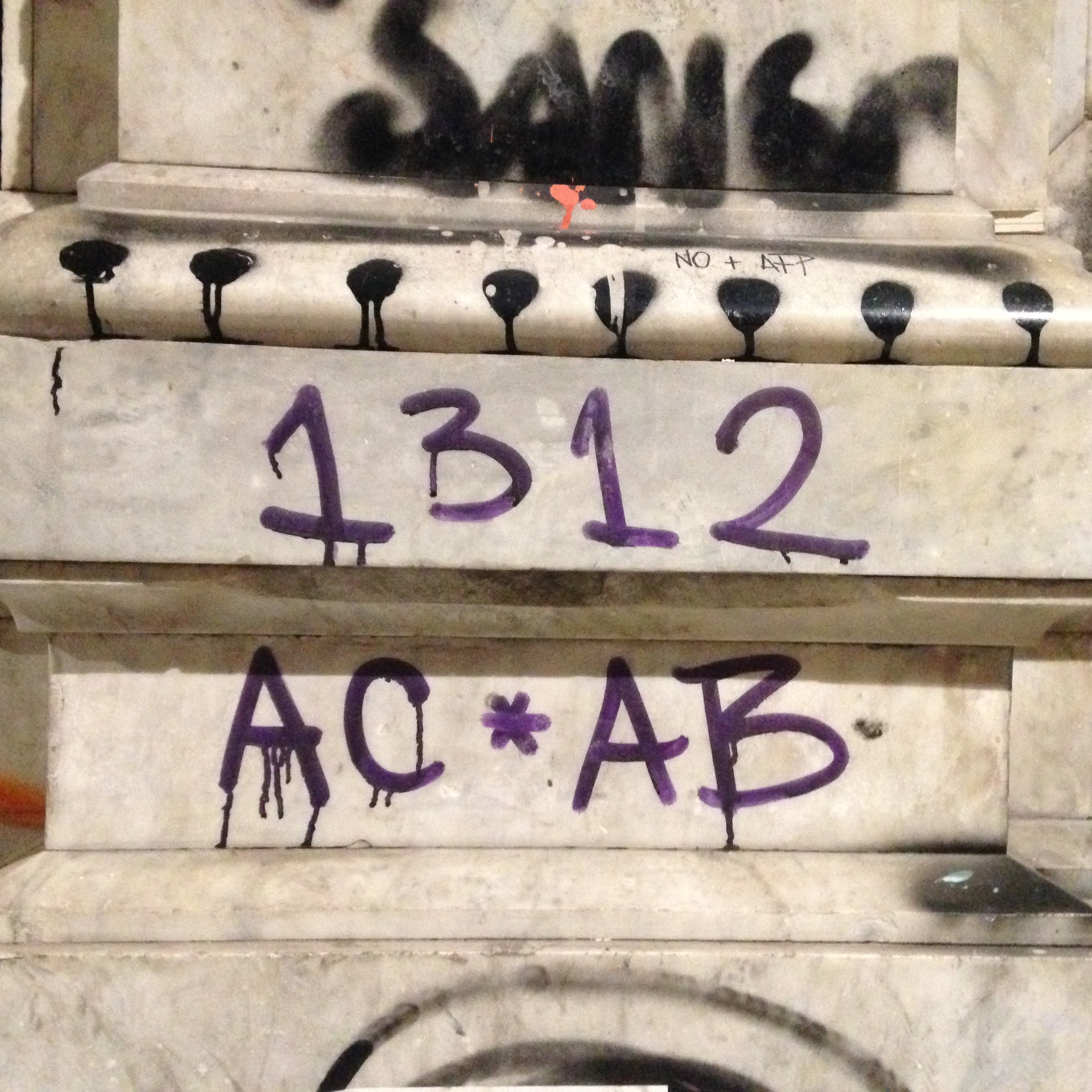
ACAB (1312) en Chile.

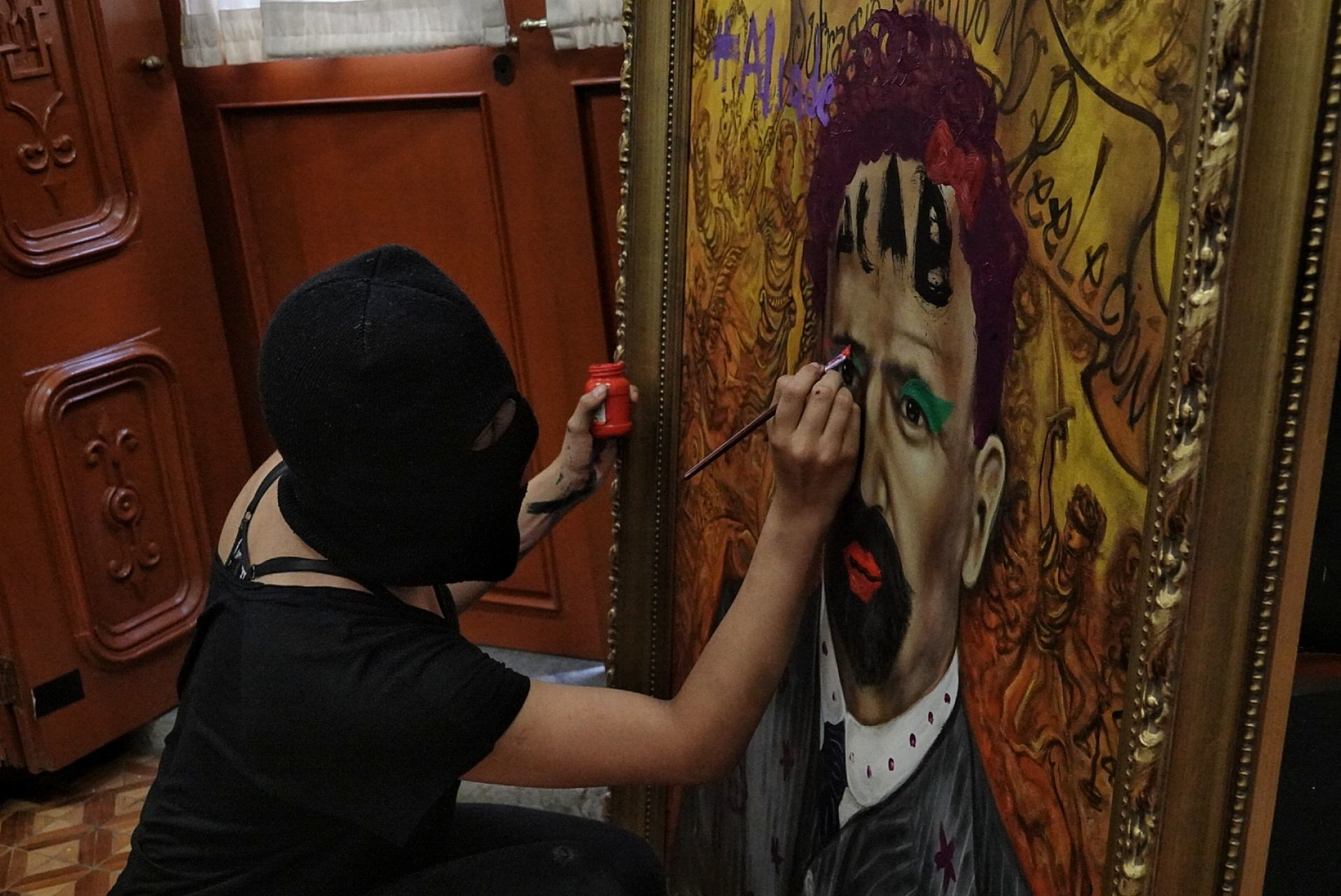
Modificación al retrato de Francisco I. Madero por colectivos feministas en la Ciudad de México.

- El 7 de enero de 2011, tres ultras de fútbol seguidores del Ajax de Ámsterdam de Países Bajos fueron multados por usar camisetas con los números 1312 impresos en ellos, ya que ese número significa «ACAB»,[7] asignando a cada letra un valor numérico (1 = A, 2 = B, 3 = C).
- El 4 de julio de 2015, una joven de Alicante (España) fue multada con 600 euros por vestir una camiseta con el acrónimo «ACAB» impreso.[8]
- El 22 de mayo de 2016, una joven española de 34 años fue denunciada sobre la base de la «ley mordaza» por lucir, en los aledaños del estadio Vicente Calderón donde se iba a disputar la final de la Copa del Rey, un bolso con las siglas «ACAB» acompañadas de la inscripción All Cats Are Beautiful (‘Todos los Gatos Son Hermosos’).[9] Esta denuncia fue archivada.[10]
- En octubre de 2019, y como consecuencia del estallido social chileno de ese año, dicho acrónimo adquirió un carácter de consigna política levantada por manifestantes que enfrentaban a efectivos de Carabineros haciendo énfasis en protestar frente a los casos de brutalidad policial cometidos por personal antidisturbios durante el transcurso de las movilizaciones.
- El 28 de mayo de 2020, miles de manifestantes estadounidenses del movimiento Black Lives Matter, pintaron estas siglas en las protestas en Mineápolis, Minesota como consecuencia del asesinato de George Floyd, ciudadano afroamericano que fue asesinado por asfixia por parte del cuerpo policial de la ciudad.
- El 4 de septiembre de 2020, madres e hijas de víctimas de violencia de género y grupos feministas, tomaron uno de los edificios de la Comisión Nacional de Derechos Humanos (CNDH) con sede en el Centro histórico de la Ciudad de México. La toma de las instalaciones de este organismo, se realizó tras manifestarse por varios días al exterior en exigencia de atención a sus demandas de justicia y no impunidad.[11] En el interior, las manifestantes pintaron muros y modificaron pinturas, dentro de las cuales se encuentra el retrato de Francisco I. Madero del pintor José Manuel Núñez,[12] al cual le pintaron las siglas ACAB en la frente. Andrés Manuel López Obrador manifestó su desacuerdo con estas acciones.[13]
- El 9 de septiembre de 2020, multitudes de manifestantes colombianos en diferentes ciudades pero especialmente en Bogotá, pintaron y arengaron las siglas en el marco de las protestas por la muerte de Javier Ordóñez y los casos de brutalidad policial.[14]

## En la cultura popular
- ACAB: All Cops Are Bastards (2012), película italiana.[15]
- «ACAB», canción de Non Servium con Evaristo.
- «ACAB», canción de estilo hardcore del Dj Paul Elstak.
- «1312», canción de Pussy Riot, Dillom, Muerejoven y Parcas.
- A.C.A.B. canción de Sara Hebe Ft Sasha Sathya.
- 1312, canción de The Casualties